# 楽しいお仕事愛好会
『楽しいお仕事愛好会』は、ウルフルズの16枚目のオリジナル・アルバム。2022年11月9日発売。

## 概要
『ウ!!!』デビュー30周年記念盤アルバム。

## CD収録曲
1. ツーベーコーベー
2. よんでコールミー
ダスキン「衛生のダスキン」TVCM
3. 楽しいお仕事愛好会
4. 踊れ
5. きみんちのイヌ
6. アイズ
眼鏡市場 TVCM
7. サンシャインじゃない？
ダスキン「くらしのリズムを整えよう♪」TVCM
8. コミコミ
9. 黒田の子守唄
10. グッゴー!
ダスキン「無理なくつづく」TVCM
11. ゾウはネズミ色
映画「くれなずめ」主題歌
12. 続けるズのテーマ
日本コカ・コーラ「ドラゴンブースト」TVCM

### 初回限定盤Blu-ray / DVD

#### STUDIO SESSION「楽しいお仕事セッション会」
1. ツーベーコーベー
2. ゾウはネズミ色
3. 楽しいお仕事愛好会
4. よんでコールミー
5. アイズ
6. タタカエブリバディ
7. サンシャインじゃない？

#### ズ盤ザ・ムービー「ズ盤の Zoo版」
- 第1話 “ガッツだぜ!! V”
- 第2話 “借金大王 V"
- 第3話 “年齢不詳の妙な女 V"
- 第4話 “愛してる V"
- 第5話 “あそぼう V"
- 第6話 “歌 V"
- 第7話 “相愛 V"
- 第8話 “僕の人生の今は何章目ぐらいだろう V"
- 第9話 “ええねん V"
- 第10話 “タタカエブリバディ"